# Comuna Oleksînți, Sribne
Oleksînți (în ucraineană Олексинці) este o comună în raionul Sribne, regiunea Cernihiv, Ucraina, formată din satele Horkoho, Oleksînți (reședința) și Vasiukiv.

## Demografie
Componența lingvistică a comunei Oleksînți
     Ucraineană (97,59%)
     Rusă (2,19%)
     Alte limbi (0,22%)
Conform recensământului din 2001, majoritatea populației comunei Oleksînți era vorbitoare de ucraineană (97,59%), existând în minoritate și vorbitori de rusă (2,19%).